# 恰普利希
51°12′34″N 33°59′14″E / 51.20944°N 33.98722°E
恰普利什奇（羅馬化：Chaplyshchi）是位於烏克蘭北部蘇梅州科諾托普區新斯洛博達市鎮的村莊。該村處於謝伊姆河右岸，分別距離科茲利夫卡3公里和佩雷瑟普基5公里，海拔高度135米，2001年人口210。